# Gigantochernes franzi
Gigantochernes franzi är en spindeldjursart som beskrevs av Vitali-di Castri 1972. Gigantochernes franzi ingår i släktet Gigantochernes och familjen blindklokrypare. Inga underarter finns listade i Catalogue of Life.